# Клочнев, Иван Александрович
Иван Александрович Клочнев (19 декабря 1920 — 25 мая 1998) — сержант Красной армии, участник Великой Отечественной войны, полный кавалер ордена Славы.

## Биография
Родился 19 декабря 1920 года в деревне Полупочинки (Нижегородская область) в крестьянской семье. После окончания пяти классов школы, устроился работать механизатором в колхоз.
В феврале 1942 года был призван в Красную армию Дивеевским райвоенкоматом. С марта 1942 года участвовал в боях с захватчиками. Воевал на Западном, 2-м Белорусском фронтах. К лету 1944 года служил в 378-м стрелковом полку (343-я стрелковая дивизия).
Во время боёв за правый берег реки Нарев, наводчик расчета 45-мм пушки 378-го стрелкового полка младший сержант Иван Клочнев подавил 5 пулемётных точек противника и уничтожил ещё 4 пулемётные точки. 16 августа 1944 года награждён орденом Славы 3-й степени.
С 10 по 14 августа 1944 года во время боев вблизи города Ломжа, командир расчета 45-мм пушки 378-го стрелкового полка Иван Клочнев уничтожил один пулемёт противника и приблизительно 10 вражеских солдат. 17 октября 1944 года был награждён орденом Славы 2-й степени.
Принимал участие в Восточно-Прусской операции. Во время боёв вблизи населённого пункта Лидзбарк-Варминьски (Польша) 7—8 февраля 1945 года, расчётом сержанта Клочнева были уничтожены две вражеские огневые точки и приблизительно 20 военнослужащих противника. 19 апреля 1945 года сержант Иван Клочнев был награждён орденом Славы 1-й степени.
Демобилизовался в 1946 году. Жил и работал в городе Ленинграде. Трудился экскаваторщиком в объединении «Главленинградстрой», в управлении № 5 треста «Севзаптрасспецстрой». Скончался 25 мая 1998 года. Похоронен на Ковалевском кладбище Всеволожского городского поселения.

## Награды
- Орден Октябрьской революции;
- Орден Отечественной войны 1 степени (11 марта 1985)[2];
- Орден Славы 1 степени (18 апреля 1945 — № 2615)[3];
- Орден Славы 2 степени (17 октября 1944 — № 3121)[4];
- Орден Славы 3 степени (16 августа 1944 — № 106341)[5];
- Ряд медалей